# Iwelina Iliewa
Iwelina Iliewa (bułg. Ивелина Илиева, ur. 16 sierpnia 1991) – bułgarska judoczka.
Olimpijka z Tokio 2020, gdzie zajęła dziewiąte miejsce w wadze lekkiej.
Piąta na mistrzostwach świata w 2019; uczestniczka zawodów w 2011, 2013, 2014, 2015, 2017, 2018 i 2021. Startowała w Pucharze Świata w latach 2009-2016 i 2019. Wicemistrzyni Europy w 2016; piąta w 2014, 2017 i 2020. Mistrzyni kraju w latach 2007–2011, 2013–2015 i 2018.

## Letnie Igrzyska Olimpijskie 2020
| Konkurencja | Eliminacje              | Eliminacje               | Klas. końcowa |
| Konkurencja | Przeciwnik I            | Przeciwnik II            | Miejsce       |
| ----------- | ----------------------- | ------------------------ | ------------- |
| 57 kg       | Ghofran Khelifi (TUN) Z | Jessica Klimkait (CAN) P | 9.            |